# Jatimunggul
Jatimunggul is een bestuurslaag in het regentschap Indramayu van de provincie West-Java, Indonesië. Jatimunggul telt 5340 inwoners (volkstelling 2010).